# Franco Nones
Francesco „Franco” Nones (ur. 1 lutego 1941 w Castello-Molina di Fiemme) – włoski biegacz narciarski, złoty medalista olimpijski oraz brązowy medalista mistrzostw świata.

## Kariera
Jego olimpijskim debiutem były igrzyska w Innsbrucku w 1964 r. Wraz z kolegami z reprezentacji zajął tam piąte miejsce w sztafecie 4 × 10 km, a indywidualnie był dziesiąty w biegu na 15 km stylem klasycznym. Swój największy sukces w karierze osiągnął podczas igrzysk olimpijskich w Grenoble, gdzie niespodziewanie triumfował na dystansie 30 km. Był pierwszym złotym medalistą olimpijskim w biegach nie pochodzącym ze Skandynawii lub Związku Radzieckiego. Startował także na igrzyskach olimpijskich w Sapporo w 1972 r., gdzie zdołał zająć zaledwie 40. miejsce w biegu na 15 km techniką klasyczną.
W 1966 roku wystartował w mistrzostwach świata w Oslo. Wspólnie z Giulio De Florianem, Gianfranco Stellą i Franco Manfroi wywalczył tam brązowy medal w sztafecie. Na tych samych mistrzostwach zajął także 6. miejsce w biegu na 30 km techniką klasyczną. Na kolejnych mistrzostwach świata już nie startował.

## Osiągnięcia

### Igrzyska olimpijskie
| Miejsce | Dzień     | Rok  | Miejscowość | Konkurencja             | Czas biegu | Strata   | Zwycięzca         |
| ------- | --------- | ---- | ----------- | ----------------------- | ---------- | -------- | ----------------- |
| 10.     | 2 lutego  | 1964 | Innsbruck   | 15 km stylem klasycznym | 50:54,1    | +1:23,9  | Eero Mäntyranta   |
| 5.      | 8 lutego  | 1964 | Innsbruck   | Sztafeta 4 × 10 km      | 2:18:34,6  | +2:42,2  | Szwecja           |
| 1.      | 7 lutego  | 1968 | Grenoble    | 30 km stylem klasycznym | 1:35:39,2  | -        | -                 |
| 36.     | 10 lutego | 1968 | Grenoble    | 15 km stylem klasycznym | 47:54,2    | +4:12,6  | Harald Grønningen |
| 6.      | 14 lutego | 1968 | Grenoble    | Sztafeta 4 × 10 km      | 2:08:33,5  | +7:58,7  | Norwegia          |
| 40.     | 7 lutego  | 1972 | Sapporo     | 15 km stylem klasycznym | 45:28,24   | +4:07,19 | Sven-Åke Lundbäck |

### Mistrzostwa świata
| Miejsce | Dzień     | Rok  | Miejscowość  | Konkurencja             | Czas biegu | Strata   | Zwycięzca       |
| ------- | --------- | ---- | ------------ | ----------------------- | ---------- | -------- | --------------- |
| 6.      | 17 lutego | 1966 | Oslo         | 30 km stylem klasycznym | 1:37:26,7  | +1:26,8  | Eero Mäntyranta |
| 3.      | 23 lutego | 1966 | Oslo         | Sztafeta 4 × 10 km      | 2:14:27,9  | +3:44,3  | Norwegia        |
| DNF     | 26 lutego | 1966 | Oslo         | 50 km stylem klasycznym | 3:03:04,7  | -        | Gjermund Eggen  |
| 6.      | 19 lutego | 1970 | Vysoké Tatry | Sztafeta 4x10 km        | 2:06:36,47 | +3:34,23 | ZSRR            |